# Ель-Бодон
Ель-Бодон (ісп. El Bodón) — муніципалітет в Іспанії, у складі автономної спільноти Кастилія-і-Леон, у провінції Саламанка. Населення — 305 осіб (2010).
Муніципалітет розташований на відстані близько 240 км на захід від Мадрида, 95 км на південний захід від Саламанки.
На території муніципалітету розташовані такі населені пункти: (дані про населення за 2010 рік)
- Альдеальба-де-Ортасес: 11 осіб
- Ель-Бодон: 288 осіб
- Кольядо-де-Мальварін: 0 осіб
- Мелімбрасос: 1 особа
- Паскуаларіна: 5 осіб

## Демографія
Динаміка населення (INE ):

## Зовнішні посилання
- Провінційна рада Саламанки: індекс муніципалітетів [Архівовано 23 квітня 2009 у Wayback Machine.]
- Посилання на Google Maps